# Саттер, Джо
Джозеф «Джо» Фредерик Саттер (англ. Joseph Frederick Sutter; 21 марта 1921, Сиэтл, штат Вашингтон, США — 30 августа 2016, там же) — крупный американский инженер-авиаконструктор компании Boeing, легендарная фигура, руководитель команды разработчиков Boeing 747, глава проекта линейки коммерческих авиалайнеров Boeing 747.

## Ранние годы
Родился и вырос в окрестностях завода  Боинг в Эверетте. Он имел словенские корни, его отец, Франк Сухадолч (1879—1945) был родом из города Доброво, откуда переехал в Америку в поисках золота во времена «Золотой лихорадки». Саттер посещал Вашингтонский университет и успешно окончил его в 1943 году, получив степень бакалавра в авиационной технике.

## Карьера
Летом 1940 года, ещё будучи студентом Вашингтонского университета, Саттер устроился на летнюю подработку на завод Боинг. Во время Второй Мировой Войны он служил младшим офицером ВМС США.
Завершил карьеру в компании Боинг как «отец» проекта B 747. Он ушёл на пенсию в 1986 году, будучи к тому моменту исполнительным вице президентом по проектированию коммерческих самолётов.

## Поздние годы жизни
Работал в Комиссии Роджерса по расследованию обстоятельств крушения шаттла «Челленджер». Он также получил награду Национальной Ассоциации Грузовых Авиаперевозчиков в 2002 году, работал советником по техническому сопровождению продаж. К его 90-летнему юбилею в 2011 году здание Боинг 40-87 в городе Эверетт, которое является главным офисом проектирования коммерческих самолётов Боинг, было переименовано в здание имени Джо Саттера.

## Награды и звания
За вклад в развитие коммерческой авиации Саттер был награждён медалью Технологии в 1985 году.